# خانه مبارک‌آباد
خانه تاریخی مبارک‌آباد مربوط به دوره پهلوی اول است و در شهرستان دماوند، بخش رودهن، دهستان آبعلی، روستای مبارک‌آباد واقع شده و این اثر در تاریخ ۲۴ بهمن ۱۳۸۶ با شمارهٔ ثبت ۲۱۲۵۰ به‌عنوان یکی از آثار ملی ایران به ثبت رسیده است.